# マーレン・アデ
マーレン・アデ（ドイツ語: Maren Ade、1976年12月12日 - ）は、ドイツの映画監督、脚本家、映画プロデューサー。2016年の映画、『ありがとう、トニ・エルドマン』は世界的に高評価を得て、アカデミー外国語映画賞にドイツ代表でノミネートを受けた。

## フィルモグラフィ
監督・脚本
- Level 9 (2000年) ※短編映画
- Vegas (2001年) ※短編映画
- The Forest for the Trees (2003年)
- 『恋愛社会学のススメ』 - Everyone Else (2009年)
- 『ありがとう、トニ・エルドマン』 - Toni Erdmann (2016年)

プロデューサー
- Karma Cowboy (2002年)
- Hotel Very Welcome (2006年)
- 『スリーピング・シックネス』 - Sleeping Sickness (2011年)
- 『熱波』 - Tabu (2012年)
- The Dead and the Living (2012年)
- Tanta Agua (2013年)
- Redemption (2013年)
- Superegos (2014年)
- Love Island (2014年)
- Hedi Schneider Is Stuck (2015年)
- Arabian Nights (2015年)
- 『ウェスタン』 - Western (2017年)
- The Story of My Wife (2020年)
- 『スペンサー ダイアナの決意』 - Spencer (2021年)
- 『ぼくは君たちを憎まないことにした』 - Vous n'aurez pas ma haine (2022年)
- 『デリシャス』 - Delicious (2025年)